# Borrego (album)
Borrego è il sedicesimo album in studio del cantautore e musicista tedesco Marco Minnemann, pubblicato il 31 luglio 2017 dalla Lazy Bones Recordings.

## Tracce
Testi e musiche di Marco Minnemann, eccetto dove indicato.
CD 1
1. Sandstorm – 5:13
2. The Healer (feat. Joe Satriani) – 4:23
3. Thunderstorm – 2:31
4. Sculptures – 2:59
5. A Random Place – 3:56
6. North Bound (feat. Joe Satriani) – 5:57
7. Palms Inn Blues – 3:05
8. Cutting It Short – 2:59
9. Mirage – 4:50
10. Gold Digger – 5:22
11. On That Note (feat. Alex Lifeson) – 9:09 (musica: Marco Minnemann, Alex Lifeson)
12. Everyday Springtime 2017 – 3:59
13. South End (feat. Alex Lifeson) – 4:04
14. One Margarita (And the Milky Way) – 4:47

CD 2
1. Horsepower (feat. Joe Satriani) – 4:48
2. What Brought You Here? – 3:53
3. 3 Ghosts in a Saloon – 3:24
4. Homicide – 1:47
5. Lady in White – 2:57
6. Vallecito – 1:25
7. Hometown (feat. Joe Satriani) – 2:54
8. Roadrunner – 4:19
9. What Can I Hide? – 4:46
10. Broken Part – 4:40
11. Walls – traccia bonus
12. Why Should I Care? – traccia bonus
13. And Over Again – traccia bonus
14. OTN (Remix) (feat. Alex Lifeson and Tony Levin) – traccia bonus

## Formazione
Musicisti
- Marco Minnemann – strumentazione, voce
- Joe Satriani – chitarra resofonica e assolo di chitarra elettrica (CD 1: traccia 2), assolo di chitarra (CD 1: traccia 6, CD 2: tracce 1 e 7)
- Elizabeth Carlson – violino (CD 1: tracce 4 e 11, CD 2: tracce 8 e 14)
- Brigitte Roka – voce (CD 1: traccia 5)
- Alex Lifeson – chitarra acustica e chitarra FX (CD 1: tracce 11 e 13, CD 2: traccia 14), assolo di chitarra (CD 1: traccia 13)
- Giorgia Vanni – voce aggiuntiva (CD 2: tracce 6 e 7)
- Donna Zed – voce (CD 2: traccia 13)
- Tony Levin – basso e rumorismo (CD 2: traccia 14)

Produzione
- Marco Minnemann – produzione, registrazione, missaggio (eccetto CD 2: traccia 14)
- Scott Schorr – produzione, arrangiamento (CD 2: traccia 14)
- Dennis Radaelli – produzione esecutiva
- Tony Lash – missaggio (CD 2: traccia 14)